# Étang de Montady

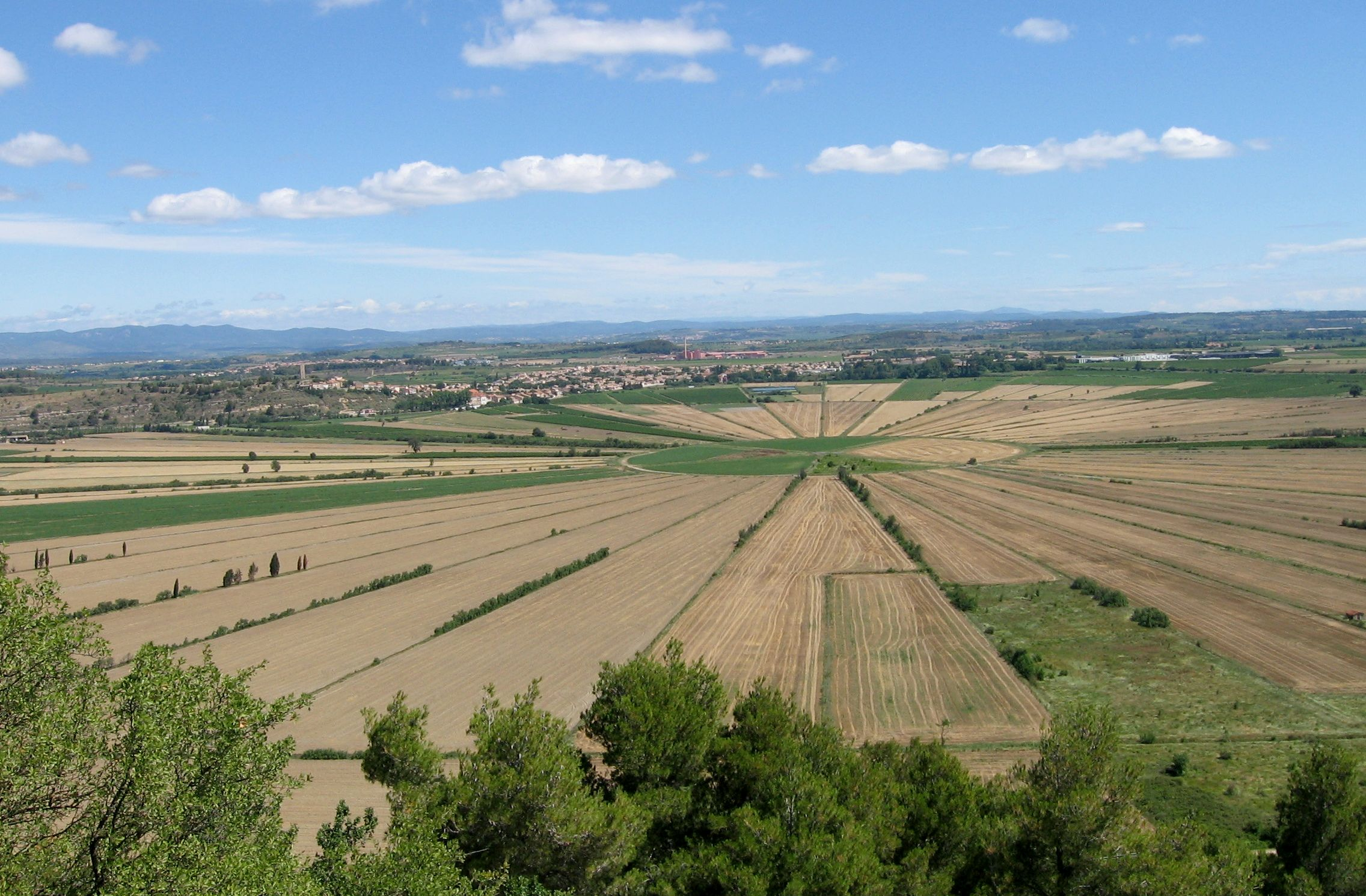
Étang de Montady, gesehen vom Oppidum Ensérune.

Der Étang de Montady ist eine im Mittelalter durch ein Drainagesystem trockengelegte Mittelmeerlagune zwischen den französischen Gemeinden Montady und Colombiers, rund zehn Kilometer westlich der Stadt Béziers im Département Hérault.

Historische Karte des Étang de Montady (nach der Entwässerung).

Der ursprünglich zur Salzgewinnung genutzte Flachsee gehörte zu einem ganzen System von flachen Lagunen in der Gegend. Da das den Étang de Montady umgebende große Sumpfgebiet wohl eine Brutstätte zahlreicher Insekten war, die als Quelle bzw. Überträger vieler Epidemien angesehen wurden, gestattete der Erzbischof von Narbonne den vier Grundeigentümern mit einem Schreiben vom 13. Februar 1247, den See und seine Umgebung trockenzulegen. Er erlaubte ihnen, das Wasser in den Étang de Capestang und den Étang de Poilhes zu leiten, die in seinem Besitz waren. Zwischen 1250 und 1270 wurden zu diesem Zweck von Mönchen eines örtlichen Klosters radiale Entwässerungsgräben angelegt, die alle auf einen zentralen Ringverteiler an der tiefsten Stelle in der Mitte des Étang de Montady zuliefen. Das Wasser wurde von dort über einen Kanal in den Bach von Clavilonge geleitet, der in den Étang de Capestang mündet. Durch die sternförmigen Kanäle ergab sich eine bis heute weithin auffällige geometrische Parzellenstruktur von etwa zweieinhalb Kilometern  Durchmesser in der Feldmark, die wegen ihrer Formähnlichkeit scherzhaft manchmal auch «Le Gateau du Roi» (Kuchen des Königs) genannt wird.
Da zwischen den beiden Teichen der rund 120 m über die Umgebung aufragende Hügel von Ensérune liegt, musste zudem eigens ein 1300 m langer und bis zu 30 m tief unter der Erde verlaufender Tunnel mit einfachsten Werkzeugen durch den Hügel gegraben werden. Im Hügel von Ensérune kreuzen sich heute auf verschiedenen Ebenen sogar drei Tunnel: der Entwässerungskanal auf dem tiefsten Niveau, der 1679–1680 von Pierre-Paul Riquet für den Bau des Canal du Midi angelegte Tunnel de Malpas (zu diesem ersten Kanaltunnel der Welt soll Riquet durch den mittelalterlichen Tunnel inspiriert worden sein) und ein im 19. Jahrhundert angelegter Tunnel der Eisenbahnlinie Béziers–Narbonne.
Durch die Trockenlegung des Étang de Montady entstanden auf den fruchtbaren Schlammablagerungen rund 425 ha hervorragend für Getreideanbau und Weißwein-Reben geeignetes Land. Das mittelalterliche Drainagesystem ist bis heute funktionsfähig. Das Entwässerungssystem wird jedoch heute zur Bewässerung genutzt, das Wasser hierfür wird dem Canal du Midi entnommen. Als um 1870 herum die aus Nordamerika eingeschleppte Reblaus besonders im französischen Weinbau verheerende Schäden anrichtete, wurden die mit Reben bestandenen Parzellen des Sterns kurzzeitig wieder unter Wasser gesetzt, was einen lokalen Erfolg gegen das Schadinsekt brachte.
Auf dem Hügel von Ensérune lag einst das Oppidum d’Ensérune, eine im 6. Jahrhundert vor Christus gegründete iberisch-griechische Siedlung, von der Reste erhalten sind. Von dort ist der Stern des Étang de Montady besonders gut zu sehen.
Mit Dekret vom 26. Juli 1974 wurde der Étang de Montady vom Département Hérault als „Site pittoresque“ unter Schutz gestellt.